# Entodontopsis wightii
Entodontopsis wightii är en bladmossart som beskrevs av William Russell Buck och Robert Root Ireland 1985. Entodontopsis wightii ingår i släktet Entodontopsis och familjen Stereophyllaceae. Inga underarter finns listade i Catalogue of Life.